# Cassia artensis
Cassia artensis là một loài rau đậu thuộc họ Fabaceae.
Loài này chỉ có ở Nouvelle-Calédonie.